# Bagà
Bagà és un municipi de la comarca del Berguedà. Històricament pertanyia a la Baronia de Pinós i és la capital històrica de l'Alt Berguedà.
Al sud de Bagà, a uns 2 km de distància, es troba el barri de Terradelles (que forma part del municipi de Bagà). A l'extrem occidental del terme hi ha l'enclavament dels Cortils, separat pels municipis de Saldes i Gisclareny.

## Situació
La vila es troba a 20 km de Berga i a 28 km de Puigcerdà, on es pot arribar a través del túnel del Cadí (la boca sud del qual es troba a 6 km de Bagà). Està situada a la vall del riu Bastareny, afluent per la dreta del Llobregat.
Està al nord de l'Alt Berguedà, a la província de Barcelona i a una altitud de 786 metres.

## Història
La seva localització actual data del segle xiii, quan els Barons de Pinós decidiren construir-la amb una regulació urbanística de la qual queda el nucli antic amb una gran plaça, l'església (d'estil de transició del romànic al gòtic) i el Palau dels Barons de Pinós (actualment en procés de restauració després d'haver estat utilitzat per a diferents funcions, entre elles les d'habitació i granja).
En l'actualitat, i després de les crisis del sector tèxtil i el tancament de les mines de carbó, la població de Bagà s'ha estabilitzat al voltant dels 2.100 habitants.
Actualment, la majoria de la població activa es dedica al sector de serveis, ja que el turístic és el futur més clar que es veu per a la zona a causa de la seva situació dins del Parc Natural del Cadí-Moixeró, la proximitat a zones d'esquí (la Molina, Masella), la riquesa cinegètica (caça, pesca de la truita de riu, collita de bolets, etc.) i la recuperació de festes i tradicions.

## Geografia
- Llista de topònims de Bagà (orografia: muntanyes, serres, collades, indrets…; hidrografia: rius, fonts...; edificis: cases, masies, esglésies, etc.).

## Demografia
| 1497 f | 1515 f | 1553 f | 1717 | 1787  | 1857 | 1877 | 1887 | 1900 | 1910 |
| ------ | ------ | ------ | ---- | ----- | ---- | ---- | ---- | ---- | ---- |
| 98     | 110    | 151    | 617  | 1.237 | 966  | 923  | 793  | 800  | 894  |

| 1920 | 1930  | 1940 | 1950  | 1960  | 1970  | 1981  | 1990  | 1992  | 1994  |
| ---- | ----- | ---- | ----- | ----- | ----- | ----- | ----- | ----- | ----- |
| 886  | 1.021 | 916  | 1.275 | 2.410 | 2.388 | 2.122 | 2.142 | 2.131 | 2.131 |

| 1996  | 1998  | 2000  | 2002  | 2004  | 2006  | 2008  | 2010  | 2012  | 2014  |
| ----- | ----- | ----- | ----- | ----- | ----- | ----- | ----- | ----- | ----- |
| 2.114 | 2.096 | 2.078 | 2.133 | 2.122 | 2.178 | 2.321 | 2.361 | 2.396 | 2.225 |

| 2016  | 2018  | 2020  | 2022  | 2024  | 2026 | 2028 | 2030 | 2032 | 2034 |
| ----- | ----- | ----- | ----- | ----- | ---- | ---- | ---- | ---- | ---- |
| 2.162 | 2.152 | 2.140 | 2.167 | 2.182 | -    | -    | -    | -    | -    |

## Administració
| Període     | Alcalde o alcaldessa                          | Partit polític | Data de possessió | Observacions |
| ----------- | --------------------------------------------- | -------------- | ----------------- | ------------ |
| 1979–1983   | Manuel Cascante Davila                        | Independents   | 19/04/1979        | --           |
| 1983–1987   | Ignasi Camps Roca                             | Independents   | 28/05/1983        | --           |
| 1987–1991   | Josep Casals Farràs                           | CIU            | 30/06/1987        | --           |
| 1991–1995   | Josep Casals Farràs                           | CIU            | 15/06/1991        | --           |
| 1995–1999   | Josep Manuel Vargas Pérez / Ignasi Camps Roca | CIU / PSC      | 17/06/1995        | --           |
| 1999–2003   | Josep Maria Barrabés de Arribas               | CIU            | 03/07/1999        | --           |
| 2003–2007   | Sergi Roca i Vargas / Nicolás Viso Alamillos  | CIU / PSC      | 14/06/2003        | --           |
| 2007–2011   | Nicolás Viso Alamillos                        | PSC            | 16/06/2007        | --           |
| 2011–2015   | Nicolás Viso Alamillos                        | PSC            | 11/06/2011        | --           |
| 2015–2019   | Nicolás Viso Alamillos                        | PSC            | 13/06/2015        | --           |
| 2019-2023   | Joan Oña Folcrà                               | ERC            | 15/06/2019        | --           |
| Des de 2023 | n/d                                           | n/d            | 17/06/2023        | --           |

### Eleccions Municipals
| Candidatura | Candidatura                        | Cap de llista                  | Vots    | Regidors | % vots |
| ----------- | ---------------------------------- | ------------------------------ | ------- | -------- | ------ |
|             | Junts per Bagà - Acord Municipal   | Joan Oña Folcrà                | 511     | 5        | 38,89% |
|             | Compromís per Bagà - CP            | María Angustias Viso Fernández | 487     | 4        | 37,06% |
|             | Agrupació d'Electors Bagà Endavant | Pep Llamas Gironès             | 283     | 2        | 21,54% |
|             | Vot en blanc                       |                                | 33      |          | 2,51%  |
|             | Vot nul                            |                                | 21      |          | 1,57%  |
|             | Participació                       |                                | 1.335   |          | 73,63% |
|             | Abstenció                          |                                | 478     |          | 26,37% |
| Total       | Total                              | votants                        | votants | 11       |        |

| Partit | Partit                             | Nom dels regidors |
| ------ | ---------------------------------- | --- |
|        | Junts per Bagà-AM                  | Joan Oña Folcrà (alcalde), Pilar Grillé Planas, Marc Camps Casas, Joan Manuel González Camps, Jaume Amills Guerrero. |
|        | Compromís per Bagà - CP            | Maria Angustias Viso Hernández, Lluís Casas Prados, Francisco Maldonado Cara, Mariona Pons Yuste.                    |
|        | Agrupació d'Electors Bagà Endavant | Pep Llamas Gironès, Ester Berenguer Cuyàs.                                                                           |

## Comunicacions
Per carretera es troba a 20 km de Berga i a 28 de Puigcerdà, on es pot arribar pel túnel del Cadí, la boca sud del qual (que comunica amb la Cerdanya) es troba a 6 km de la població.

## Economia

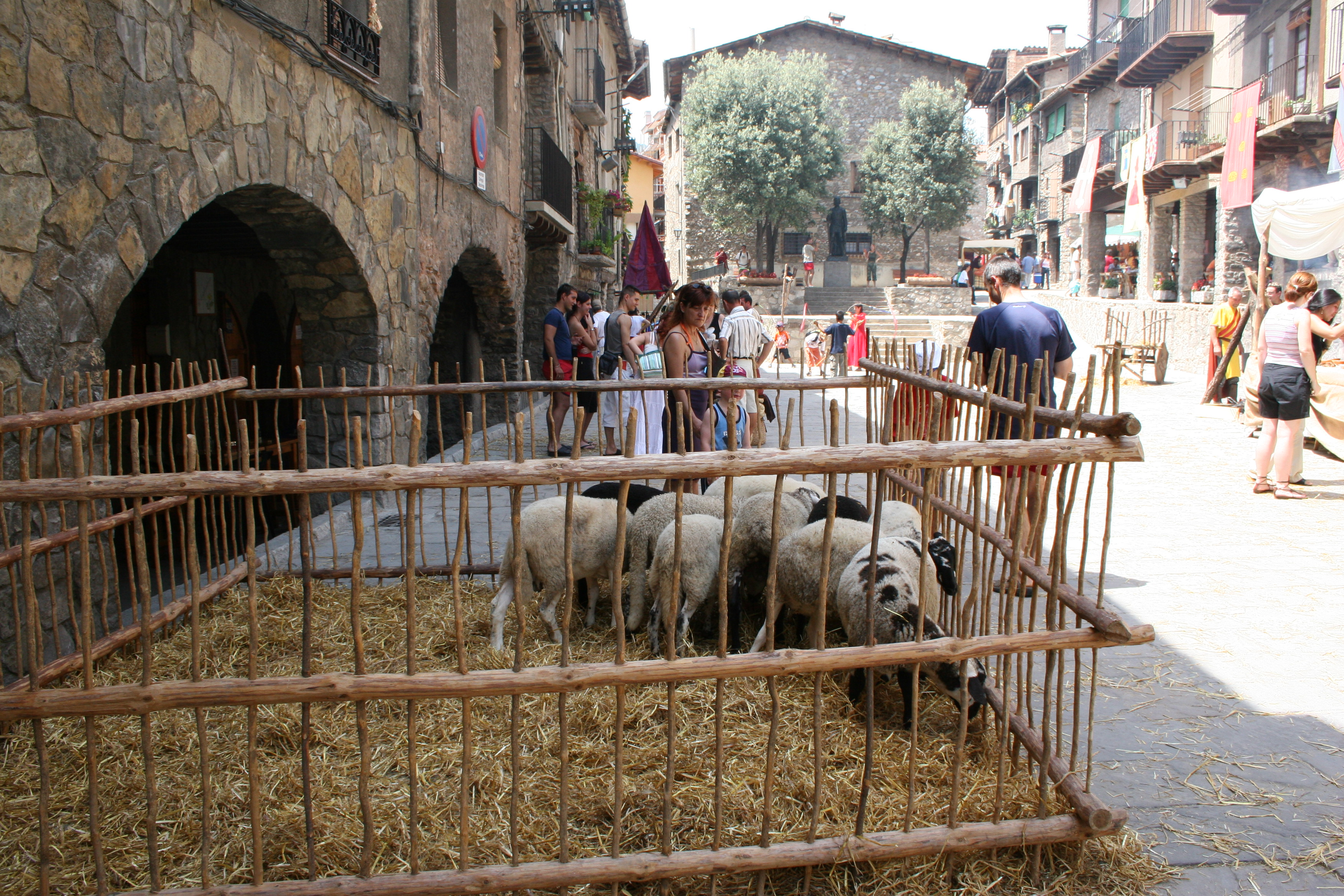
Plaça porxada de Bagà. Fira Medieval

La seva economia se centrava en la indústria tèxtil i en la mineria durant els segles XVIII, xix i xx, però la crisi d'aquests sectors ha orientat la seva economia al turisme rural i al turisme d'hivern atesa la seva situació privilegiada en els Pirineus, a prop d'importants instal·lacions d'esports d'hivern a través del túnel del Cadí que dona pas cap a la comarca de la Cerdanya.

## Gastronomia
Bagà destaca per la seva rica cuina catalana. Entre els seus plats més típics hi ha l'escudella i carn d'olla, el blat de moro escairat, els trumfos eixuts amb rostes, la sopa de brou de la caldera, rovellons a la brasa, l'allioli de Nadal, la coca amb pebrot i arengades i les maduixes boscanes.
Antigament, dels ous que s'havien recollit en les cantades de les Caramelles (Camigeres, com se'n diu a Bagà), se'n feien truites que es repartien entre la quitxalla i els grans. La festa es manté encara, conservant així aquesta antiga tradició.

## Llocs d'interès

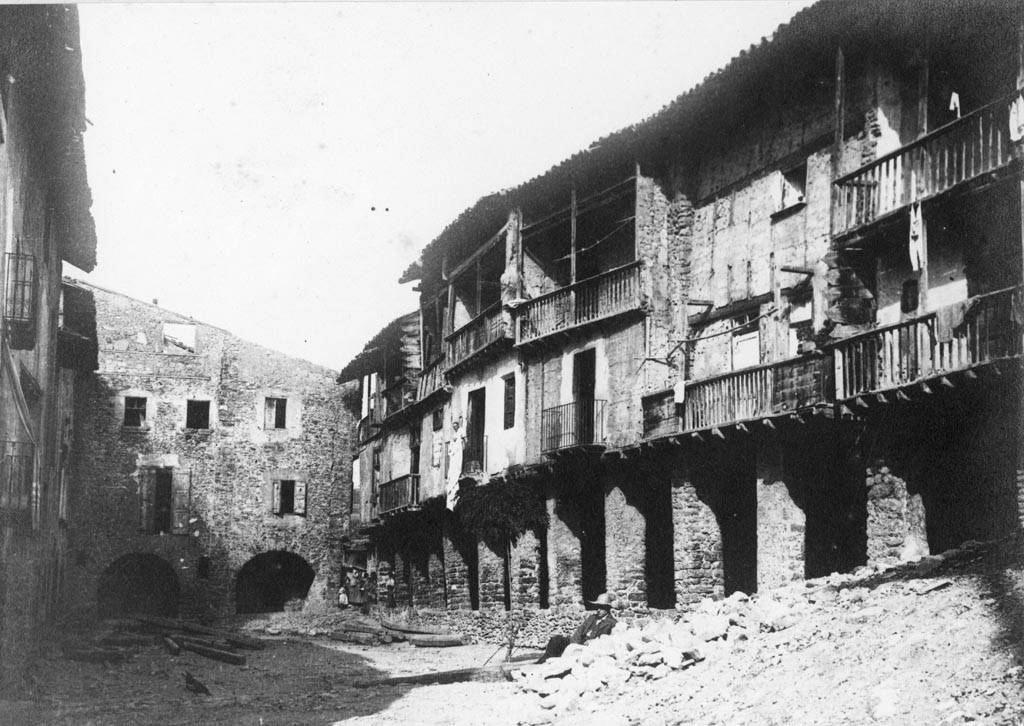
Plaça Porxada de Bagà entre 1890 i 1923

- Església gòtica i romànica de Sant Esteve, dels segles xiii i xiv.
- Centre Medieval i dels Càtars (CMC) - Centre d'interpretació del catarisme.[2]
- Plaça Porxada de Bagà.
- Oficina central del Parc Natural del Cadí-Moixeró
- Estació d'esquí Coll de Pal
- Santuari de la Mare de Déu de Paller
- Palau dels Pinós
- Pont de la Vila del segle xiii.

## Festivitats
Hivern
- Nit de Nadal - Festa de la Fia Faia
- 2n diumenge de febrer - Festa de l'Arròs

Primavera
- Diumenge de Pasqua - Caramelles

Estiu
- Mes de maig - Truitada
- Juliol - Festes de la Baronia: Mercat medieval i Rescat de les Cent Donzelles, Sopar Medieval, Visites nocturnes guiades...
- 3 d'agost - Festa Major, per Sant Esteve

Tardor
- Segon diumenge de setembre - Aplec de Paller
- 2 de novembre - Fira de Tots Sants

## Baganesos notables
- Arnau de Pinós (1300-1370), Frare dominic.
- Pere Tomic (segle XIV) cavaller i historiador.
- Ferran Planes i Vilella (1914-1985) intel·lectual i escriptor.
- Maria Guiu i Serradell (1907-1987) nascuda a Barcelona, mestra i activista cultural, fundadora de l'Esbart Cadí.
- Joan Pardinilla i Busquets (nascut al Poblenou, Barcelona i mort el 22 de febrer de 1976 a Alacant). Fou mestre i historiador que va viure a Bagà des del 1934. Durant la Guerra Civil va haver d'acudir al front republicà i deixà a la seva dona, Maria Guiu, al càrrec de l'escola i la biblioteca que regentava a la vila. Després de la guerra fou enviat a un camp de concentració francès abans de ser repatriat a Espanya. Després de patir uns judicis militars i civils els últims dels quals van condemnar-lo a desterrament a un poble de Burgos, Villorejo. En Joan va retornar a Bagà abans de conèixer la sentència que ho podia fer i a partir d'aquell moment va començar la tasca d'investigació històrica i va fundar la Biblioteca Municipal. Els seus àmbits d'estudi van ser els edificis patrimonials de la zona (Sant Llorenç prop Bagà, Santa Maria de Lillet, la Torre dels Senyors de la Baronia de Pinós, Palau, etc.) i els personatges històrics de Bagà i la seva contrada (els Barons de Pinós, els Senyors de Bagà...). A més a més, va escriure articles per a diferents revistes de cultura i folklore, entre elles Destino. Va treballar conjuntament amb el seu amic mossèn Serra Vilaró, que li va dedicar els seus tres volums de Baronies de Pinós i Matamala i tots els altres articles que va fer. També destaca que Joan Pardinilla va fundar l'Esbart Cadí de Bagà. L'ajuntament de Bagà va declarar-lo juntament amb la seva esposa com fills adoptius de Bagà i el Ministeri de l'Interior espanyol li va atorgar la Creu d'Alfons X el Savi. El 1980 l'Ajuntament de Bagà el va homenatjar dedicant-li un carrer.[3]

### Bàsica
- Bagà, la capital històrica de l'Alt Berguedà, Bagà, 1988, Ajuntament de la Vila de Bagà, 270 pp.
- Història gràfica de Bagà, vol. 1, Dels orígens el 1936, Bagà, 1992, Centre d'Estudis Baganesos.

### Història medieval
- Serra i Vilaró, Joan, Baronies de Pinós i Mataplana, investigació dels seus arxius., Bagà, 1989, Centre d'Estudis Baganesos, 3 volums, facsímil. (reedició moderna; l'original s'edità entre el 1930 i el 1950).[4]
- Tomic, Pere, Històries e conquestes dels reis d'Aragó e comtes de Barcelona, Bagà, 1990, Centre d'Estudis Baganesos, 302 p. Reproducció facsímil d'un llibre de Pere Tomic que va viure a mitjans del segle xv que fou editat per primera vegada el 1495.[4]
- Pedrals, Xavier, Vida i obra de Pere Tomic, historiador baganès del segle XV, Bagà, 1991, 28 pp.

### Santuari de Paller
- Serra i Vilaró, Joan, El Santuari de la Mare de Déu de Paller que es venera a... Bagà. Tarragona, 1935, Successors de Torres & Virgili, 56 p.

### Etnologia i folklore

#### Llegenda de les cent donzelles
- Miquel, Francesc (pseudònim d'Eufemià Fort i Cogul). La llegenda de Galzeran de Pinós. Barcelona: Rafael Dalmau, 1972, 50 p.
- Fort i Cogul, Eufemià. La llegenda del rescat de Sant Esteve. Vilaseca-Salou, 1973.
- Riquer, Martí de. La leyenda de Galcerán de Pinós y el rescate de las cien doncellas. Barcelona: Real Academia de Buenas Letras, 1944. 24 p.
- Rovira, Andreu; Notes històriques i tradicional, Miracle obrat per intercessió de Sant Esteve, protomàrtir, en el rescat de D. Galceran de Pinós, senyor de Bagà (1147-1152), Manresa, 1914, Domingo Vives, 39 pp.

#### Cançoners
- Serra i Vilaró, Joan; El cançoner del Calic, Bagà, 1989, Ajuntament de Bagà, 138 pp. Edició facsímil d'un original editat entre el 1913 i el 1914.
- Sala, Elisard; Cançoner de Bagà, Bagà, 1986, U.E.C. de Bagà, 63 pp.